# Малангва

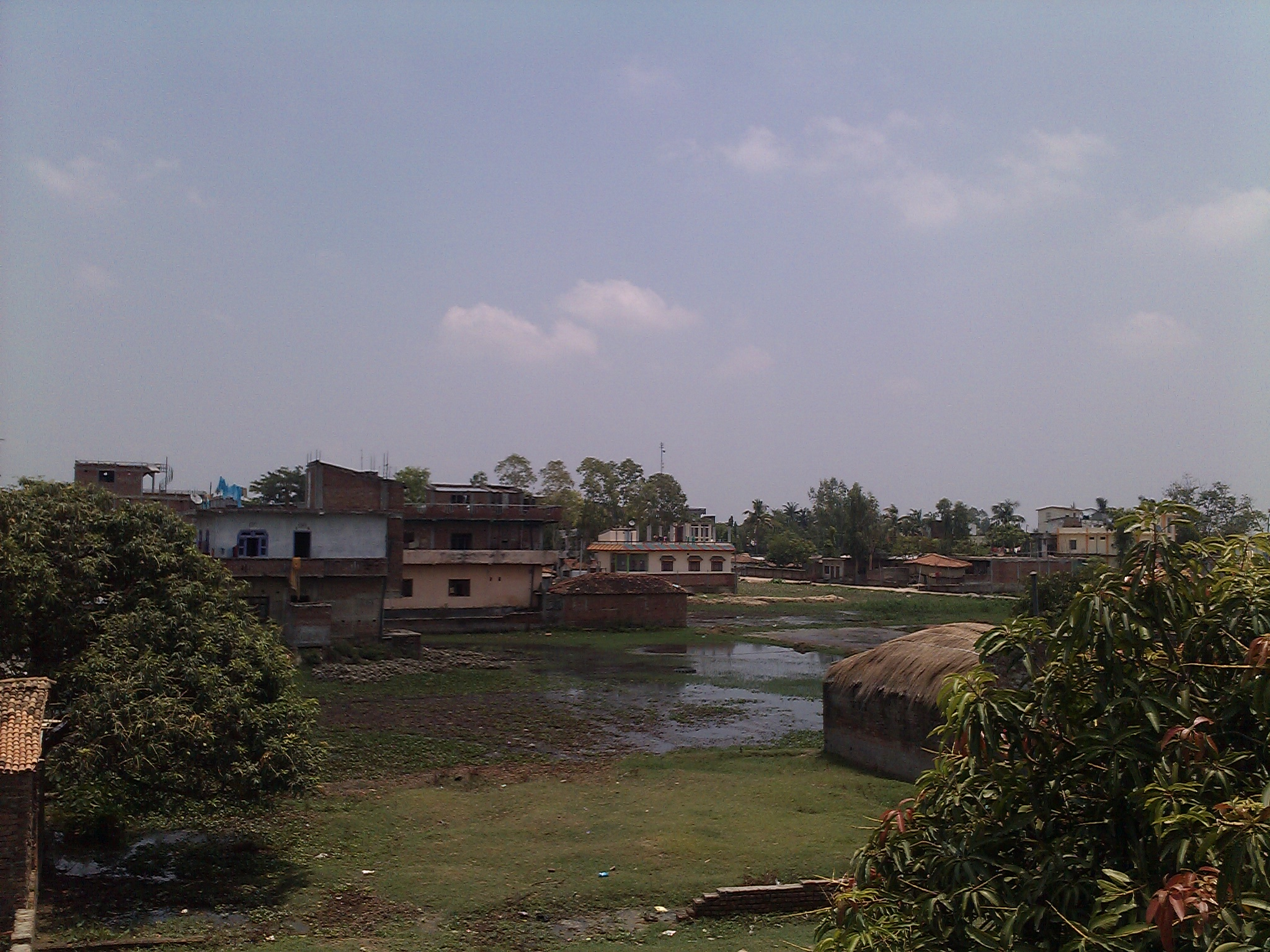
Панорама Малангвы, 2014 год

Малангва (непальск. मलंगवा) — город и муниципалитет на юге Непала. Административный центр района Сарлахи, входящего в зону Джанакпур Центрального региона страны.
Расположен на границе с Индией, в 25 км к югу от шоссе Махендра, на высоте 77 м над уровнем моря. Погранпереход на непальско-индийской границе. На индийской стороне границы напротив Малангвы находится деревня Сонбарса.
Население города по данным переписи 2011 года составляет 25 102 человека, из них 12 956 мужчин и 12 146 женщин.